# 5397 Vojislava
Az 5397 Vojislava (ideiglenes jelöléssel 1988 VB5) a Naprendszer kisbolygóövében található aszteroida. Oshima Y. fedezte fel 1988. november 14-én.